# Del Carmen
Del Carmen é um município de  quinta classe de renda municipal (d) na província Surigao do Norte, nas Filipinas. De acordo com o censo de 1 de maio  de  2020 possui uma população de 20 127 pessoas e 4 723 domicílios.